# Джиров (комуна)
Джиров (рум. Girov) — комуна у повіті Нямц в Румунії. До складу комуни входять такі села (дані про населення за 2002 рік):
- Боцешть (598 осіб)
- Вершешть (325 осіб)
- Гура-Веїй (576 осіб)
- Денешть (329 осіб)
- Джиров (1561 особа)
- Дойна (302 особи)
- Кечулешть (630 осіб)
- Попешть (227 осіб)
- Туртурешть (440 осіб)

Комуна розташована на відстані 281 км на північ від Бухареста, 10 км на схід від П'ятра-Нямца, 85 км на захід від Ясс.

## Населення
За даними перепису населення 2002 року у комуні проживали 7415 осіб.
Національний склад населення комуни:
| Національність | Кількість осіб | Відсоток |
| -------------- | -------------- | -------- |
| румуни         | 7387           | 99,6%    |
| цигани         | 25             | 0,3%     |
| угорці         | 2              | < 0,1%   |
| українці       | 1              | < 0,1%   |

Рідною мовою назвали:
| Мова       | Кількість осіб | Відсоток |
| ---------- | -------------- | -------- |
| румунська  | 7413           | > 99,9%  |
| угорська   | 1              | < 0,1%   |
| українська | 1              | < 0,1%   |

Склад населення комуни за віросповіданням:
| Релігія            | Кількість осіб | Відсоток |
| ------------------ | -------------- | -------- |
| православні        | 7182           | 96,9%    |
| римо-католики      | 188            | 2,5%     |
| адвентисти         | 27             | 0,4%     |
| п'ятдесятники      | 9              | 0,1%     |
| старообрядці       | 1              | < 0,1%   |
| не вказали релігію | 1              | < 0,1%   |